# شرکت بازاریابی نفت عمان
شرکت بازاریابی نفت عمان (انگلیسی: Oman Oil Marketing Company) شرکت دولتی پالایش و پخش نفت عمانی است، که در سال ۲۰۰۳ تأسیس شد.